# مشك أباد عليا
مشك أباد عليا هي قرية في مقاطعة أرومية، إيران. عدد سكان هذه القرية هو 135 في سنة 2006.